# Gedit
gedit je uređivač teksta prvenstveno za GNOME radno sučelje, te za operacijske sustave Mac OS X i Microsoft Windows. Dizajniran je kao uređivač opće namjene s naglaskom na jednostavnost korištenja. Uključuje alate za uređivanje izvornog koda te raznih formi strukturiranog teksta poput tzv. markup jezika (npr. HTML i XML).
Sučelje se vodi prema principu GNOME projekta (jednostavnost) a uređivač je također postavljen kao zadani uređivač teksta u istoimenoj radnoj okolini.
gedit je slobodan softver izdan pod uvjetima GNU GPL licence.

## Karakteristike
gedit uključuje označavanje sintakse ((eng. syntax highlighting) za niz raznoraznih formata programskog koda te markup teksta. Istovremeno uređivanje većeg broja datoteka je olakšano korištenjem prilagodivih kartica (eng. tab) koje se mogu premještati iz prozora u prozor sučelja. Uređivanje datoteka na udaljenim računalima moguće je korištenjem GVFS biblioteke. Poništavanje i ponovno vraćanje izmjena je također moguće zajedno s pretragom i zamjenom unutar datoteka. Preostale dostupne značajke svojstvene za uređivanje koda su označavanje reda, prepoznavanje zagrada, prelamanje teksta, označavanje trenutnog retka, automatsko uvlačenje te automatska pohrana sigurnosnog prijepisa trenutno uređivane datoteke.
Program podržava višejezičnu provjeru pravopisa kao i prilagodljivi sustav dodataka za nove značajke te povezivanje s vanjskim programima (Python i Bash terminali). Određeni broj dodataka je uključen u uobičajenoj instalaciji dok se većini preostalih može pristupiti instalacijom gedit-plugins paketa (dostupnog u repozitorijima raznih Linux distribucija i na službenoj gedit stranici).
gedit sadrži i neobvezatnu ploču s popisom otvorenih datoteka (u novoj kartici), preglednik datotečnog sustava i neobvezatno prozorsko okno na donjem predjelu programa s integriranom Python konzolom i terminalom. Ako neka druga aplikacija izvrši izmjene na trenutno uređivanim datotekama, gedit automatski nudi ponovno učitavanje te datoteke.
Tiskanje je podržano zajedno s pregledom tiskanog lista te tiskanje u PostScript i PDF izlazne datoteke. Prilikom tiskanja moguće je mijenjati izgled teksta, veličinu stranice, položaj, rubnice, neobvezatno tiskanje zaglavlja i brojeva i označavanje sintakse.

## Arhitektura
gedit koristi GTK+ i GNOME biblioteke te je dizajniran za X Window System. Povezivanje s Gnome aplikacijama uključuje podršku za drag-and-drop iz Nautilus preglednika.
Od prosinca 2008. godine dostupne su binarne datoteke za Mac OS X i Microsoft Windows.

## Također pogledajte
- Uređivač teksta
- GNOME
- Linux

## Vanjske poveznice
- (engl.) Službena gedit stranica
- (engl.) Službena stranica Gnome projekta